# Rhaphuma trimaculata
Rhaphuma trimaculata är en skalbaggsart som beskrevs av Louis Alexandre Auguste Chevrolat 1863. Rhaphuma trimaculata ingår i släktet Rhaphuma och familjen långhorningar. Inga underarter finns listade i Catalogue of Life.